# فوبار۲۰۰۰
فوبار۲۰۰۰ (به انگلیسی: foobar2000) یک مدیا پلیر و رایگان‌افزار برای مایکروسافت ویندوز است.

## امکانات
- قابلیت پشتیبانی و اجرای فرمت‌هایی نظیر MP1, MP2, MP3, MP4, MPC, AAC, Ogg Vorbis, FLAC  Ogg FLAC, WavPack, WAV, AIFF, AU, SND, CDDA, WMA
- اشغال فضای کمی از رم جهت پخش فایل‌های صوتی
- قابلیت برنامه‌ریزی از طریق کیبورد کامپیوتر جهت دسترسی و کارکرد آسان
- قابلیت تبدیل فرمت‌های کاربردی به یکدیگر
- نمایش دادن جزئیات فایل‌های در حال اجرا و آماده اجرا
- امکان برچسب زدن پیشرفته
- بازنواخت
- اکوالایزر (صوت)